# Katastrofa kolejowa Newskiego Ekspresu (2009)
Katastrofa kolejowa Newskiego Ekspresu w 2009 – wydarzenie, do którego doszło 27 listopada 2009 r. w Rosji, wskutek którego zginęło 27 osób. Do tragedii doszło, gdy szybki pociąg Niewskij Ekspress, jadący z Moskwy do Petersburga, wykoleił się na 285. km linii łączącej te miasta, niedaleko miasta Bołogoje, w obwodzie twerskim. Katastrofa miała miejsce około godziny 21:34 czasu lokalnego (19:34 czasu polskiego). Pociąg poruszał się z prędkością ok. 200 km/h. 
Rosyjskie władze początkowo poinformowały, że zginęło 39 osób, a 95 odniosło rany, jednak później pojawiły się inne dane dotyczące ofiar – 28 listopada oświadczono, że śmierć poniosło 25 pasażerów. Ostateczna liczba zabitych w wyniku katastrofy wyniosła 27 osób. 6 osób prawdopodobnie uwięzionych było w przewróconych wagonach. Na miejscu wypadku utworzono szpital polowy, w którym zajęto się rannymi, a przynajmniej 50 osób hospitalizowano w Petersburgu. Władze podały, że w momencie katastrofy Newski Ekspres przewoził 682 osoby (653 pasażerów i 29 członków załogi) w 13 wagonach, z których cztery wykoleiły się. 
28 listopada władze rosyjskie potwierdziły oficjalnie, że przyczyną zdarzenia było podłożenie materiału wybuchowego. W ziemi niedaleko miejsca wypadku odnaleziono lej o średnicy ok. jednego metra. Do odpowiedzialności za zamach przyznała się grupa kaukaskich islamistów.
Szef Kolei Rosyjskich (RŻD) Władimir Jakunin oświadczył, że 28 listopada 2009 ok. godziny 14 czasu rosyjskiego (12 czasu polskiego) na miejscu zdarzenia doszło do drugiego wybuchu, który nie spowodował ofiar.

## Sprawcy zamachu
Wstępne doniesienia rosyjskich mediów wskazywały, że przyczyną wykolejenia była awaria infrastruktury kolejowej. Jednakże zeznania świadków zdarzenia mówiły o „głośnym wybuchu”. Odkryto także lej w ziemi o średnicy jednego metra pod torami kolejowymi. To sprawiło, iż pojawiły się podejrzenia, że przyczyną zdarzenia był atak terrorystyczny. 28 listopada Aleksandr Bortnikow, szef FSB, poinformował prezydenta Rosji Dmitrija Miedwiediewa, że wykolejenie spowodowała eksplozja ładunku materiałów wybuchowych o mocy porównywalnej do 7 kilogramów trotylu. Według informacji agencji Interfax, powołującej się na dane przedstawiciela Komitetu Śledczego Prokuratury Generalnej Władimira Markina, na miejscu zdarzenia odnaleziono detonatory.
Rosyjskie służby zatrzymały dwie osoby podejrzane o spowodowanie katastrofy.

### Neonaziści
28 listopada na portalu internetowym Gazeta.ru pojawiła się informacja, że do ataku na pociąg przyznała się neonazistowska organizacja Autonomiczna Grupa Bojowa Combat 18:

Bojowa organizacja Combat 18 bierze na siebie odpowiedzialność za zamach na pociąg pasażerski Newski Ekspress. Nadszedł już czas, oświadczamy, że nasza walka dotknie każdego obywatela w tym kraju. W tej wojnie nie ma niewinnych ofiar, są tylko nasi zwolennicy i nasi wrogowie.

### Kaukascy islamiści
29 listopada rosyjski kanał informacyjny Wiesti podał, że o udział w ataku terrorystycznym, który spowodował katastrofę, podejrzewany jest Pawieł Kosołapow, były rosyjski żołnierz, który przyjął islam i przeszedł na stronę czeczeńskich ekstremistów. Był on już ścigany w związku z pierwszym zamachem na Newski Ekspres w 2007 roku. Tego samego dnia minister spraw wewnętrznych Rosji Raszyd Nurgalijew poinformował, że zamachu dokonało najprawdopodobniej kilka osób, a służby specjalne dysponują rysopisem jednej z nich.
2 grudnia portal KavkazCenter.com opublikował list, który otrzymał od grupy kaukaskich islamskich terrorystów. W oświadczeniu członkowie grupy "Rijad-us-Saliheen" wzięli na siebie odpowiedzialność za zamach:

Dziś dokonujemy sabotażu na liniach wysokiego napięcia, gazo- i ropociągach. Wiele z operacji jest w trakcie przygotowań. Wielokrotnie w odniesieniu do tych zdarzeń mówiono, że „Mudżahedini prowadzą wojnę przeciwko rosyjskim cywilom”, ale będziemy walczyć dalej i kontynuować nasze akty zemsty. Oświadczamy, że zrobimy wszystko co możliwe, żeby szerzyć Dżihad na terytorium Rosji, żeby atakować jej gospodarkę, tak aby nie miała możliwości używania Kaukazu jako swojej bazy surowcowej.

Informując o treści listu od islamistów, rosyjski portal informacyjny NEWSru.com powołał się na „jedną z witryn bojowników” i odesłał do polskojęzycznego bloga – Serwisu Emiratu Kaukaskiego. Jako przywódcę zamachowców wskazał czeczeńskiego dowódcę polowego Doku Umarowa. Tego samego dnia na blogu zdementowano informacje, jakoby polska strona podała informacje od zamachowców jako pierwsza:

Oświadczenie sztabu kaukaskich mudżahedinów, w sprawie ataku na rosyjski ekspres, opublikowane na naszej stronie, jest tylko tłumaczeniem tekstu zamieszczonego na witrynie partyzantów – KavkazCenter. Agencja ta zwykle jako pierwsza otrzymuje bezpośrednio od głównego sztabu partyzantów Emiratu Kaukaskiego oficjalne oświadczenia i podaje je do wiadomości publicznej. To nieprawda, że jako pierwsi podaliśmy informację o przyznaniu się kaukaskich bojowników do zorganizowania zamachu. Jest to kłamstwo ze strony rosyjskich mediów.

## Ofiary i ranni

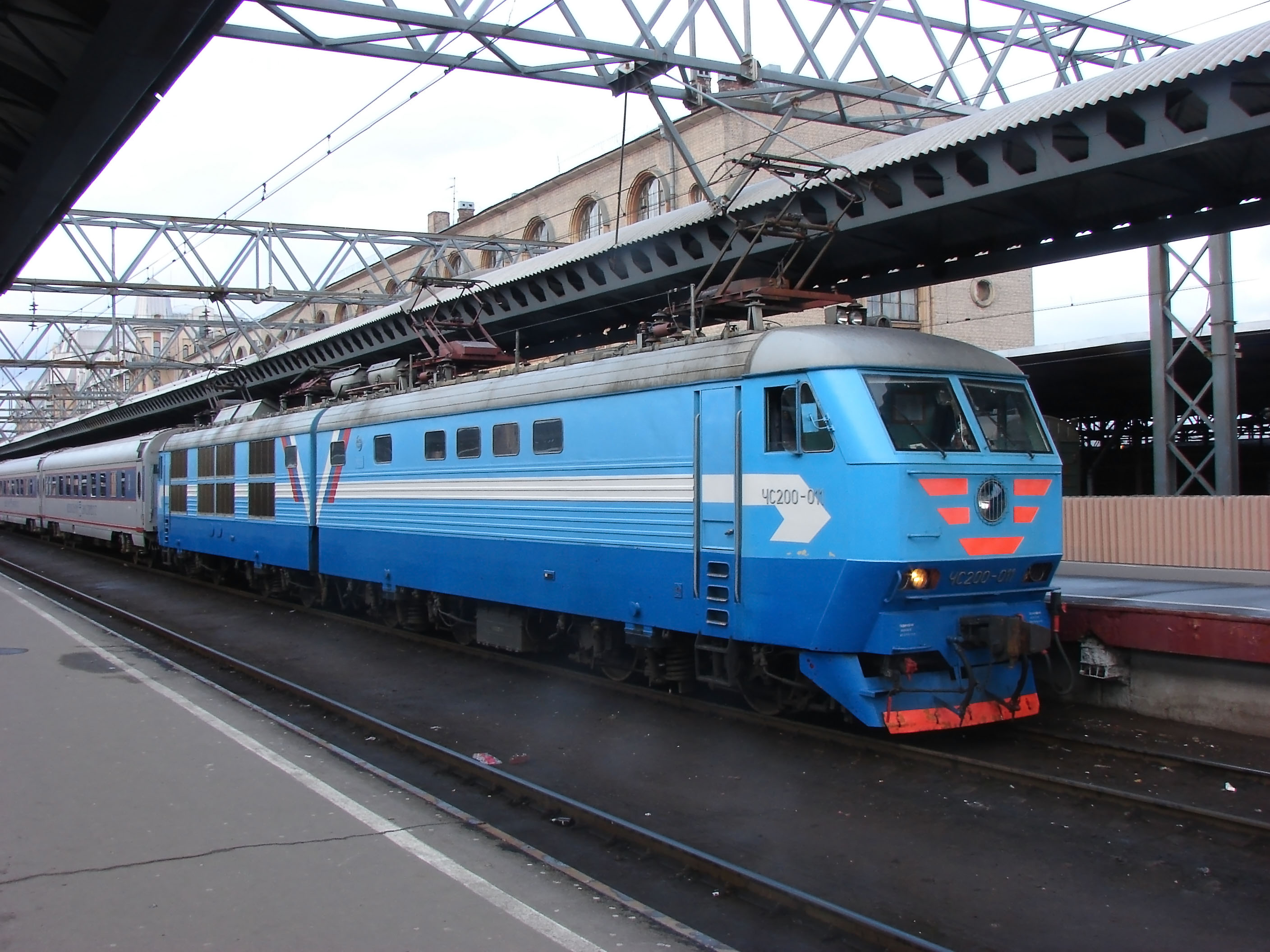
Lokomotywa elektryczna CzS200 (66E) ze składem Newskiego Ekspresu

Ze względu na wysoki standard i ceny biletów oraz fakt, że szybki pociąg Newski Ekspres łączy dwa główne ośrodki administracyjne Rosji, z jego przewozów korzystali bardzo często wysocy rosyjscy urzędnicy państwowi i osoby zamożne, a także gwiazdy rosyjskiego show-biznesu. Z tego powodu wśród ofiar znalazło się wiele osób zatrudnionych w administracji państwowej.
Pełna lista ofiar (14 pasażerów drugiego wagonu, 10 – pierwszego)
Na podstawie materiału źródłowego: 
1. Aksamientow Nikołaj Nikołajewicz (ur. 1956)
2. Wachabow Marat Tuchtamuratowicz (ur. 1954)
3. Gałatkionow Oleg Wiktorowicz (ur. 1981)
4. Gołopurow Andriej Wiktorowicz (ur. 1967)
5. Diercakian Pawieł Igoriewicz (ur. 1982)
6. Dunajew Wadim Giennadjewicz (ur. 1972; pracownik moskiewskiej firmy farmaceutycznej, ojciec dwóch córek 3 i 11 lat)
7. Jeriemiczew Siergiej Władimirowicz (ur. 1956; pracownik Administracji Prezydenta Federacji Rosyjskiej)
8. Jewstratikow Boris Michajłowicz (ur. 1958; były szef Agencji Rezerw Federalnych (Rosrezerw))[21]
9. Karawajewa Natalja Jurjewna (ur. 1983; pracowniczka wydawnictwa Independent Media Sanoma Magazines, wydawcy m.in. rosyjskiej gazety Wiedomosti)[28]
10. Kirjanow Aleksandr Lwowicz (ur. 1965; dyrektor Moskiewskiego Centrum Przewozów Międzynarodowych)
11. Kowalow Witalij Witaljewicz (ur. 1958; główny specjalista wydziału wydawania zamówień Związku Inspekcji Administracyjno-Technicznych w Moskwie)
12. Kozłowa Wiera Wiktorowna (ur. 1983)
13. Kuźmina Marija Dmitrijewna (ur. 1979)
14. Kukuszkin Jewgienij Wiktorowicz (ur. 1978)
15. Łazarienko Oleg Jewgienjewicz (ur. 1974)
16. Laszenko Władimir Wiktorowicz (ur. 1967)
17. Muchina Ludmiła Borisowna (ur. 1949; zastępca ministra ds. nauki i edukacji)[22]
18. Salnikow Aleksiej Pawłowicz (ur. 1962)
19. Skworcowa Tatjana Aleksiejewna (ur. 1981)
20. Smirnow Andriej Władimirowicz; mieszkaniec Petersburga)[29]
21. Tarasow Siergiej Borisowicz (ur. 1959; prezes państwowego koncernu Rossijskije Awtomobilnyje Dorogi (Awtodor), były członek Rady Federacji (izby wyższej parlamentu Federacji Rosyjskiej), były wicegubernator Petersburga)[21]
22. Troickaja Margarita Pawłowna (ur. 1989)
23. Fokina Lubow Aleksandrowna (ur. 1978)
24. Chaleckij Anton Giennadjewicz (ur. 1977; prawnik kanału telewizyjnego Russia Today)[30]
25. Ciejtlina Olga Lwowna (ur. 1969)
26. Szipiłow Aleksandr Siergiejewicz (ur. 1956)
27. nazwiska 27. ofiary nie podano do wiadomości publicznej

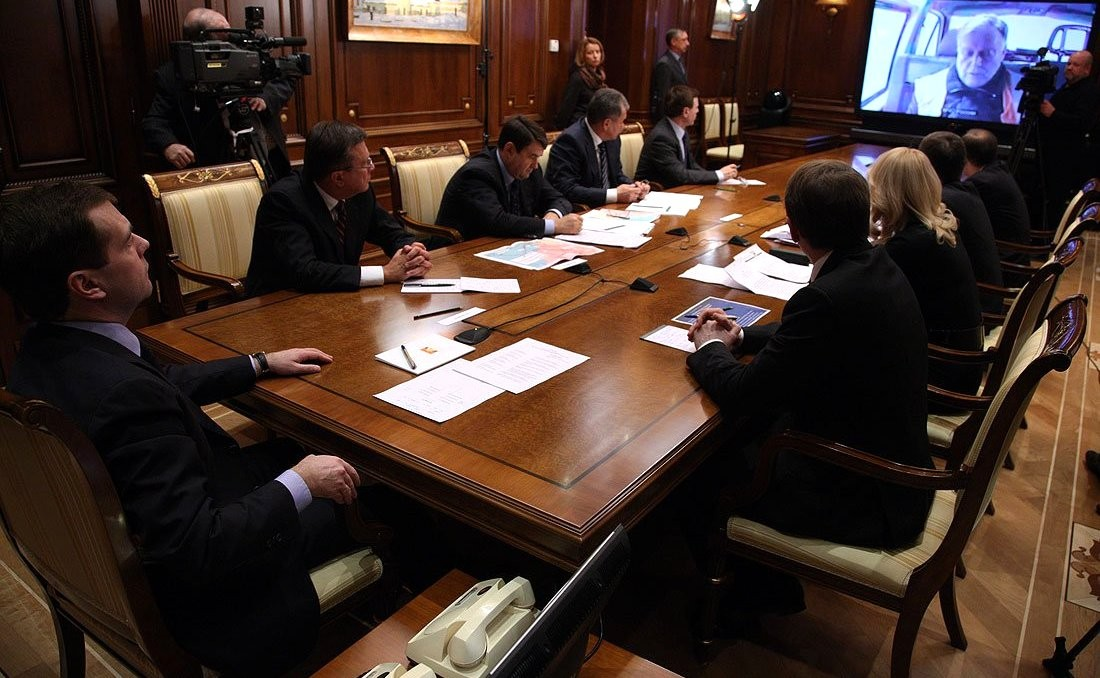
Telekonferencja prezydenta Rosji Dmitrija Miedwiediewa z szefem Kolei Rosyjskich Władymirem Jakuninem dotycząca katastrofy Newskiego Ekspresu (28 listopada 2009)

W wyniku ataku obrażenia odniosło sześciu cudzoziemców: dwóch Ukraińców oraz pasażerowie z Włoch, Belgii, Białorusi i Azerbejdżanu.
W wyniku eksplozji drugiej bomby podłożonej przez terrorystów pod tory (zdetonowanej sygnałem radiowym 17 godzin po wybuchu pierwszego ładunku), obrażeń głowy doznał Aleksandr Bastrykin, szef Komitetu Śledczego przy Prokuraturze Generalnej, który znalazł się na miejscu zdarzenia wraz z ekipą dochodzeniową.
Rosyjski rząd i liczne organizacje społeczne zadeklarowały udzielenie pomocy materialnej poszkodowanym w zamachu. Rodziny zabitych miały otrzymać jednorazowy zasiłek o równowartości 19 tysięcy USD, a ciężko ranni pomoc materialną trzy razy mniejszą. Po prawie 17 tysięcy dolarów miały przekazać rodzinom ofiar RŻD.

## Reakcje
Prezydent Miedwiediew, poinformowany o wydarzeniu, zarządził wszczęcie dochodzenia przez FSB w celu ustalenia sprawców katastrofy, natomiast rosyjski minister ds. sytuacji nadzwyczajnych odbył nadzwyczajne spotkanie z ministrami spraw wewnętrznych i zdrowia.
Prezydent Stanów Zjednoczonych Barack Obama wydał oświadczenie, w którym wyraził głęboki smutek z powodu wielu ofiar i rannych.
Wyrazy współczucia rodzinom ofiar złożyli także prezydent Lech Kaczyński i premier Polski Donald Tusk.